# Charles François Henri Simon de La Mortière
Pour les articles homonymes, voir Charles Simon et Simon.
Charles François Henri Simon de La Mortière, né le 28 septembre 1809 à Versailles et mort le 20 avril 1891 à Provins est un général de brigade français.

## Historique
de la Mortière s'engage comme élève de l'école spéciale militaire de Saint-Cyr en 1828 et en sort en 1830 avec la 11e promotion.
Il est nommé capitaine le 21 décembre 1838 au 7e régiment de chasseurs à Beauvais. Le 23 mai 1847, il est promu chef d'escadrons au 3e régiment de dragons. 
Le 20 février 1852, il est promu général de brigade. 
Le 4 mars 1864 il prend le commandement de la 1re subdivision militaire de la Haute-Vienne (Limoges), partie du 5e corps d'armée (France). et en 1870 devant Châlons, il en commande la 2e brigade de cavalerie.

## Décorations
- Légion d'Honneur : chevalier (17 juin 1832), Officier (6 octobre 1855), Commandeur (13 septembre 1860)
- Commandeur de l'ordre de Pie IX (1863)
- Médaillé de l'Ordre de la Valeur Militaire de Sardaigne.

## Généalogie
- Il est fils de Jean Baptiste Charles Simon de La Mortière (1770-1857), commandeur de la Légion d'honneur, maréchal de camp [4] et Eulalie Cadié (1777-1822) ;
- Il épouse en 1839 Clémence Amélie Boby de la Chapelle (1819-1901), dont:
  - Georges-Étienne-Charles (1841-1913) x 1877 Anne-Marie Caignart de Saulcy (1844-1896) ;
  - Raoul Eugène (1850-1908) x 1883 Berthe de Poucques d'Herbinghem (1856-1932) ;
  - Marie-Anne (1853-1928).